# Gnophos canitiaria
Gnophos canitiaria är en fjärilsart som beskrevs av Achille Guenée 1857. Gnophos canitiaria ingår i släktet Gnophos och familjen mätare. Inga underarter finns listade i Catalogue of Life.